# Tragia monadelpha
Tragia monadelpha là một loài thực vật có hoa trong họ Đại kích. Loài này được Schumach. & Thonn. miêu tả khoa học đầu tiên năm 1827.